# Cratere Thomas
Thomas è un cratere sulla superficie di Venere. È dedicato all'attivista statunitense Martha Carey Thomas (1857-1935).